# 시로키타촌 (구마모토현)
시로키타촌(城北村)은 일본 구마모토현 기쿠치군에 설치되었던 촌이다. 현재의 야마가시, 기쿠치시의 일부에 해당한다.